# Ngoro (ort i Kamerun)
Ngoro är en ort i Kamerun.   Den ligger i regionen Centrumregionen, i den centrala delen av landet, 120 km norr om huvudstaden Yaoundé. Ngoro ligger 501 meter över havet och antalet invånare är 2 305.
Terrängen runt Ngoro är huvudsakligen platt, men norrut är den kuperad. Terrängen runt Ngoro sluttar söderut. Trakten runt Ngoro är glesbefolkad, med 12 invånare per kvadratkilometer. I omgivningarna runt Ngoro växer i huvudsak städsegrön lövskog.